# Macraspis chloraspis
Macraspis chloraspis är en skalbaggsart som beskrevs av François Louis Nompar de Caumont de Laporte 1840. Macraspis chloraspis ingår i släktet Macraspis och familjen Rutelidae. Utöver nominatformen finns också underarten M. c. viridicuprea.